# Aparell urinari
L’aparell urinari (o sistema urinari, o nefrourinari) és l'encarregat de formar i expulsar l'orina. En el cos humà està format pel ronyons, els urèters, la bufeta urinària i la uretra. Els ronyons són dos òrgans que filtren la sang de l'aparell circulatori i permeten l'excreció a través de l'orina de diversos residus metabòlics de l'organisme mitjançant d'un sistema complex que inclou mecanismes de filtració, absorció i excreció. Alguns animals, com peixos i insectes, tenen el que s'anomena ronyó d'acumulació.
Participa en la regulació de l'homeòstasi regulant la quantitat d'aigua excretada en l'orina i la quantitat i concentració de productes de desfeta metabòlica (urea, creatinina, fosfats) també participa en la regulació de l'equilibri acidobàsic controlant l'excreció de cations oxoni, {\displaystyle {\ce {H3O+}}}, i determinant la recaptació d'anions hidrogencarbonat, {\displaystyle {\ce {HCO3-}}}.
La part de la medicina que estudia el ronyons, el seu funcionament, les malalties que els afecten i com guarir-les és la nefrologia. La part de la medicina que estudia el funcionament de la resta dels sistema urinari, les malalties que els afecten i com tractar-les és la urologia.
L'aorta es divideix en les artèries renals que penetren en els ronyons per l'hil renal, a partir d'aquí es ramifica per arribar a tots els nefrons, 1 milió d'unitats de filtració que hi ha en cadascun dels ronyons, i que són les unitats encarregades d'eliminar les substàncies nocives de la sang. Cada nefró té un filtre denominat glomèrul renal, qui conté una xarxa de capil·lars. El líquid filtrat que s'extreu de la sang en el glomèrul descendeix per una estructura (túbul renal) que regula el nivell de sals (sodi, potassi) i la resta de productes desfeta metabòlica que s'excreten per l'orina, i aquells que calen ser reabsorbits de nou (glucosa, hidrogencarbonat). Els túbuls renals conflueixen en la part central del ronyó formen els calzes renals, que s'uneixen en la pelvis renal per formar l'urèter que surt per l'hil renal.
Els capil·lars del glomèrul formen les arterioles eferents que surten dels glomèruls amb la sang filtrada sense productes nocius, les quals s'uneixen entre si per formar la vena renal que surt del ronyó per l'hil renal i desemboca en la vena cava inferior.
Els urèters de cada ronyó baixen fins a la bufeta, que és l'encarregada d'emmagatzemar l'orina, fins que l'excretem a l'exterior a través de la uretra.